# بووتبی هاربور (حوزه سرشماری)، مین
بووتبی هاربور (به انگلیسی: Boothbay Harbor) یک منطقهٔ مسکونی در ایالات متحده آمریکا است که در شهرستان لینکلن، مین واقع شده‌است. بووتبی هاربور ۲٫۲ کیلومتر مربع مساحت و ۱٬۲۳۷ نفر جمعیت دارد و ۱۳ متر بالاتر از سطح دریا واقع شده‌است.